# Dinâmica de corpo rígido
Dinâmica de corpo rígido (ou Mecânica de sólido rígido), do inglês Rigid body dynamics, é a parte da mecânica que estuda o movimento e equilíbrio de corpos rígidos (sólidos), ignorando suas deformações.

## Mecânica
É aplicado um Tensor sobre um sólido. Sendo possível este ter dois tipos de comportamentos, rígido ou deformável. Este tensor assume a forma de um vector, ῤ no referencial S', sendo que as suas componentes podem ser calculadas no dito referencial ( intervém matriz de transformação A). Multiplicando a matriz de transformação pela acção do vector no eixo específico. O tensor possui 3 componentes. É necessário que a lei de transformação seja válida para que {\displaystyle \upsilon } seja um tensor.
Um sólido e considerado sólido rígido aquando a aplicação de dito tensor, ocorrendo uma pequena deformação. - materiais muito rígidos com configurações pouco deformáveis (e.g., paralelepípedo em aço).